# Pedro Ekong Andeme
Pedro Ekong Andeme (Bata, 30 de junio de 1941-Bata, 26 de junio de 2021) fue un político, diplomático y autor ecuatoguineano.

## Biografía
Realizó estudios de ciencias sociales en Santa Isabel.
Alineado con la causa independentista guineana, fue una de las principales figuras de la Idea Popular de Guinea Ecuatorial (IPGE).
Se desempeñó como procurador en las Cortes Españolas como representante de la Diputación Provincial de Río Muni.
Participó en la Conferencia Constitucional de Guinea Ecuatorial de 1967-1968. Tras la Independencia de Guinea Ecuatorial en 1968, asumió como Ministro de Sanidad del presidente Francisco Macías Nguema. Con 27 años de edad en aquel entonces, es hasta hoy el ministro más joven que ha tenido Guinea Ecuatorial en su historia.
Fue destituido de su cargo en 1970. Fue encarcelado al año siguiente tras denunciar los asesinatos políticos cometidos durante la dictadura de Macías y ser involucrado en un supuesto plan golpista, siendo sometido a torturas. Fue liberado en 1975 y se exilió en Camerún, desde donde intentó aglutinar a exiliados guineanos para derrocar al régimen macista. Posteriormente se estableció en España.
En 1979 apoyó desde el exilio el Golpe de la Libertad encabezado por Teodoro Obiang, regresando al país.  En 1981 fue involucrado en un supuesto intento de golpe de Estado junto a Ángel Masié Ntutumu y Andrés Moisés Mba Ada.
Se hizo miembro del Partido Democrático de Guinea Ecuatorial (PDGE), pero posteriormente pasó a la oposición y se alistó en Unión Popular, donde formó parte de la ejecutiva nacional. Su labor de opositor le valió ser detenido en 1991. Para las Elecciones presidenciales de Guinea Ecuatorial de 1996 trabajó en la campaña presidencial de Andrés Moisés Mba Ada.
En 2001 se reintegró al PDGE, llegando a formar parte de su Comité Central. Fue designado por el presidente Teodoro Obiang como Embajador de Guinea Ecuatorial en Chad, cargo del que fue cesado en 2014. Desde 2017 hasta su muerte formó parte del Consejo Distrital del PDGE en Bata. También se desempeñó como Teniente Alcalde de Bata y Vicepresidente del Instituto Nacional de Promoción y Desarrollo Empresarial (INPYDE).
En 2010 publicó el libro “El proceso de descolonización de Guinea Ecuatorial”.